# Sinagoga din Coro
Sinagoga din Coro (în spaniolă Sinagoga de Coro) este un lăcaș de cult evreiesc din orașul Coro, Statul Falcón, Venezuela. Ea a fost fondată în 1847.